# Большие Литвиновичи
Большие Литвиновичи (бел. Вялікія Ліцвінавічы) — деревня в Озаричском сельсовете Калинковичского района Гомельской области Белоруссии.

## География

### Расположение
В 48 км на север от Калинкович, 23 км от железнодорожной станции Холодники (на линии Жлобин — Калинковичи), 166 км от Гомеля.

### Гидрография
На западной окраине река Виша (приток реки Ипа).

## Транспортная сеть
Транспортные связи по просёлочной, затем по автодорогам, которые отходят от Озаричей. Планировка состоит из чуть изогнутой улицы, ориентированной с юго-запада на северо-восток и застроенной двусторонне, деревянными крестьянскими усадьбами.

## История
По письменным источникам известна с 1563 года как деревня Литвиновичи в Мозырском повете Минского воеводства Великого княжества Литовского, шляхетская собственность. После 2-го раздела Речи Посполитой (1793 год) в составе Российской империи. Согласно инвентаря 1834 года центр поместья дворянина В. Вальтбека. В 1876 году 620 десятин земли. Согласно переписи 1897 года действовал хлебозапасный магазин, рядом находилась усадьба. В 1907 году открыта школа, которая разместилась в наёмном крестьянском доме. В 1908 году в Озаричской волости Бобруйского уезда Минской губернии.
В 1930 году организован колхоз «Красный путиловец», работали 3 ветряные мельницы, кузница. Во время Великой Отечественной войны в январе 1944 года каратели сожгли 36 дворов, убили 25 жителей. В боях около деревни погибли 113 советских солдат (похоронены в братской могиле на кладбище). 54 жителя погибли на фронте и в партизанской борьбе. В 1977 году в составе совхоза «Озаричи» (центр — деревня Озаричи), работал магазин.

## Население
- 1834 год — 20 дворов.
- 1897 год — 53 двора, 320 жителей (согласно переписи).
- 1908 год — 63 двора, 443 жителя.
- 1917 год — 71 двор, 464 жителя.
- 1940 год — 110 дворов, 387 жителей.
- 1959 год — 359 жителей (согласно переписи).
- 1977 год — 66 дворов, 125 жителей.
- 2004 год — 44 хозяйства, 91 житель.

## Известные уроженцы
- А. П. Новик — белорусский художник.